# Selwyn Pemberton
Selwyn Robert Pemberton (* 13. Oktober 1928 in Cardiff; † Mai 2005 ebenda) war ein walisischer Fußballspieler.

## Karriere
Pemberton begann um 1950 als Amateur im Colt-Team des AFC Newport County, für das er über 40 Partien in der Welsh League bestritt. 1952 rückte er zum Profi auf. Zu seinem einzigen Pflichtspieleinsatz im Profiteam kam Pemberton im September 1952 anlässlich einer 1:2-Auswärtsniederlage in der Third Division South gegen Leyton Orient, als er auf der rechten Verteidigerposition Len Staples vertrat.
Im April 1953 war er neben Jimmy Donaldson, Billy Stroud, Beriah Moore und Bob Poynter einer von fünf Spielern, die auf die Transferliste gesetzt wurden. In der Folge schloss er sich dem walisischen Klub Pontllanfraith FC an.